# غده انگشتی معمولی
غده انگشتی معمولی (نام علمی: Dactylorhiza fuchsii) نام یک گونه از سرده غده انگشتی است.